# Джака, Гранит
Грани́т Джа́ка (алб. Granit Xhaka; род. 27 сентября 1992, Базель) — швейцарский футболист, полузащитник английского клуба «Сандерленд» и капитан сборной Швейцарии. Рекордсмен сборной Швейцарии по сыгранным матчам. Участник трёх чемпионатов мира (2014, 2018 и 2022) и трёх чемпионатов Европы (2016, 2020 и 2024).

## Биография
Гранит Джака родился в Базеле в семье албанских беженцев, которые бежали в Швейцарию из Косово. Его отец Рагип был заключён под стражу в Югославии и признан политическим заключённым за участие в студенческой демонстрации против коммунистического режима. За решёткой он провёл три с половиной года, а жене Эльмазе разрешалось посещать его раз в 15 дней. В семье Рагипа два сына — оба профессиональные футболисты. Так как разница между братьями всего полтора года, в свое время они вместе поступили в академию «Конкордии» из Базеля. А через три года оба были куплены «Базелем». В течение следующих восьми лет преодолели все возрастные уровни «Базеля», выиграв чемпионские титулы в составе команд до 18 и 21 года. В 2008 году официально завершил обучение, подписав двухлетний контракт с молодёжкой «Базеля».

#### Личная жизнь
Его брат Таулянт — также футболист. Братья Таулянт и Гранит Джака встретились в составах противоборствующих команд в матче Албания — Швейцария на чемпионате Европы 2016 года. Впервые за всю историю чемпионата родные братья сыграли друг против друга. Мать обоих игроков присутствовала на стадионе и надела футболку, сочетающую албанский и швейцарский флаги. Матч закончился победой швейцарской сборной со счётом 1:0.
Гранит Джака — мусульманин.
Женат на Леоните Лекай с 2017 года.

## Клубная карьера
Вместе с командой до 21 года выиграл два чемпионских титула кряду. Джака провёл 37 матчей, забив 11 голов.

### «Базель»
С сезона 2010/11 полузащитник начал вызываться в основную команду «Базеля». 28 июля он дебютировал в матче Лиги чемпионов против «Дебрецена» (2:0)", вышел за две минуты до конца регламентированного времени и забил гол, установив окончательный счет 0:2. Ровно через месяц 28 августа сыграл свой первый матч в высшем дивизионе Швейцарии против «Туна». Свой первый гол забил также в ворота «Туна» в матче предпоследнего тура Высшей Лиги (5:1). В дебютном сезоне провёл в составе «Базеля» 18 матчей в национальном первенстве и взял золотые медали. Также дошёл до стадии 1/16 финала Лиги Европы и вышел в полуфинал Кубка Швейцарии.
По итогам сезона «Базель» предложил своему воспитаннику контракт на улучшенных условиях до 2016 года. А небезызвестный специалист Торстен Финк, возглавлявший в своё время «Базель», заявил, что считает Гранита самым талантливым игроком Швейцарии, сравнив его с известным немецким игроком Бастианом Швайнштайгером. Гранит провёл 23 матча в национальном первенства, а также прошёл с командой в 1/8 финала Лиги Чемпионов, где в первом матче обыграл будущего финалиста «Баварию».

### «Боруссия» (Мёнхенгладбах)

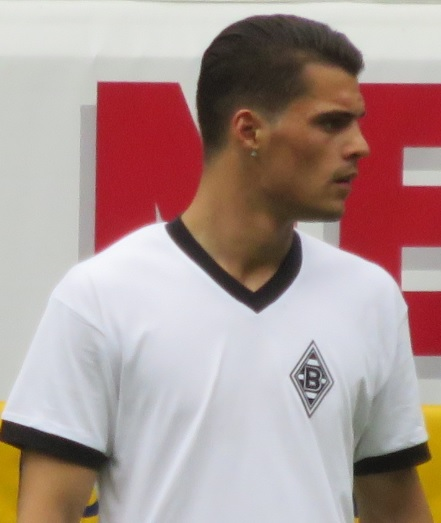
2015 год

18 мая 2012 года перешёл в мёнхенгладбахскую «Боруссию», подписав контракт на 5 лет. В составе «жеребцов» игрок должен был заменить Романа Нойштедтера, отправившегося в «Шальке 04». Гранит с первых матчей стал ключевых игроком «Боруссии». Он провёл обе встречи квалификации Лиги чемпионов против киевского «Динамо». Затем дебютировал в рамках Бундеслиги против «Хоффенхайма» (2:1) и отметился дебютным мячом в противостоянии с «Нюрнбергом» (2:3). Однако череда травм и назначение на пост главного тренера Люсьена Фавре привели к тому, что Гранит присел на скамейку запасных и сезон заканчивал в запасе. Всё это породило слухи о возможном уходе хавбека в одну из итальянских или английских команд. В услугах швейцарца были заинтересованы «Милан», «Интер» и «Челси», однако если в Италию Гранит отказался сам переезжать, то вот «Челси» впоследствии передумал приобретать швейцарца, найдя ему замену в лице серба Неманью Матича. В итоге Джака остался в «Боруссии» и вновь сумел отвоевать себе место в основе. Сама команда сумел прибавить, и после тяжелой борьбы за выживание поднялась в зону еврокубков. Джака провёл 28 матчей из 34 возможных, а также сыграл в двух встречах Кубка Германии.
На старте сезона 2014/15 «Боруссия» заключила с Джакой контракт до 2019 года. В новом соглашении была прописана фиксированная сумма отступных в размере 25—30 миллионов евро. В этом сезоне Гранит стал одним из лидеров «Боруссии», он помог ей квалифицироваться в групповой этап Лиги Европы, отметившись голом и голевой передачей в поединке против боснийского «Сараево». В рамках Бундеслиги Джака забил победные мячи в противостояниях с «Кёльном» (1:0) и «Ганновером» (0:3).

### «Арсенал»
25 мая 2016 года Джака перешёл в лондонский «Арсенал». За переход футболиста английский клуб заплатил около 30 млн фунтов. Джака сразу стал основным игроком «Арсенала» — пять сезонов подряд, начиная с 2016/17, Джака проводил не менее 40 матчей в составе лондонского клуба. В сезонах 2016/17 и 2019/20 выиграл Кубок Англии в составе «Арсенала».

### «Байер 04» Леверкузен
6 июля 2023 года перешёл в немецкий «Байер 04» из Леверкузена, подписав 5-летний контракт. Дебютировал в новом клубе 12 августа 2023 года в матче Кубка Германии против «Тевтонии Оттензен» (8:0).
В сезоне 2023/24 сыграл в Бундеслиге 33 матча, в которых отметился тремя голами. Был важной частью команды, которая выиграла национальный чемпионат, Кубок Германии и дошла до финала Лиги Европы. Также Гранит Джака отметился единственным голом в финале Кубка Германии против «Кайзерслаутерн», приведшим «Байер 04» к победе.

### «Сандерленд»
30 июля 2025 года перешёл в английский «Сандерленд».

## Карьера в сборной
24 сентября 2008 года дебютировал за юношескую сборную Швейцарии (до 17 лет) в матче против Исландии (2:1). В Нигерии в 2009 году стал чемпионом мира по футболу среди юношей (U-17), сыграв семь матчей на турнире и забив один мяч в ворота сборной Японии.
Участник чемпионатов мира 2014, 2018 и 2022 годов, а также чемпионатов Европы 2016 и 2020 годов в составе сборной Швейцарии. На чемпионате мира 2014 года забил мяч французам на групповой стадии (2:5), а на чемпионате мира 2018 года также на групповой стадии забил в ворота сборной Сербии (2:1).
Осенью 2023 года стал рекордсменом сборной по сыгранным матчам за карьеру, опередив Хайнца Херманна.

## Достижения

### Командные
«Базель»
- Чемпион Швейцарии (2): 2010/11, 2011/12
- Обладатель Кубка Швейцарии: 2011/12

«Арсенал»
- Обладатель Кубка Англии (2): 2016/17, 2019/20
- Обладатель Суперкубка Англии (2): 2017, 2020

«Байер 04»
- Чемпион Германии: 2023/24
- Обладатель Кубка Германии: 2023/24
- Обладатель Суперкубка Германии: 2024

Сборная Швейцарии
- Чемпион мира среди юношей: 2009
- Серебряный призёр Чемпионата Европы среди молодёжных команд: 2011

### Личные
- Входит в состав символической сборной сезона Лиги Европы УЕФА: 2023/24[20]
- Входит в состав символической сборной сезона в Бундеслиге: 2023/24[21]

### Награды
- Почётный посол Косово[англ.] (2014)

## Статистика

### Клубная статистика
| Выступление              | Выступление      | Выступление      | Лига | Лига | Кубки | Кубки | Еврокубки | Еврокубки | Итого | Итого |
| Клуб                     | Лига             | Сезон            | Игры | Голы | Игры  | Голы  | Игры      | Голы      | Игры  | Голы  |
| ------------------------ | ---------------- | ---------------- | ---- | ---- | ----- | ----- | --------- | --------- | ----- | ----- |
| Базель                   | Суперлига        | 2010/11          | 20   | 1    | 3     | 0     | 6         | 1         | 29    | 2     |
| Базель                   | Суперлига        | 2011/12          | 24   | 1    | 6     | 0     | 8         | 0         | 38    | 1     |
| Базель                   | Итого            | Итого            | 44   | 2    | 9     | 0     | 14        | 1         | 67    | 3     |
| Боруссия (Мёнхенгладбах) | Бундеслига       | 2012/13          | 22   | 1    | 2     | 0     | 9         | 0         | 33    | 1     |
| Боруссия (Мёнхенгладбах) | Бундеслига       | 2013/14          | 28   | 0    | 1     | 0     | —         | —         | 29    | 0     |
| Боруссия (Мёнхенгладбах) | Бундеслига       | 2014/15          | 30   | 2    | 3     | 0     | 9         | 3         | 42    | 5     |
| Боруссия (Мёнхенгладбах) | Бундеслига       | 2015/16          | 28   | 3    | 3     | 0     | 5         | 0         | 36    | 3     |
| Боруссия (Мёнхенгладбах) | Итого            | Итого            | 108  | 6    | 9     | 0     | 23        | 3         | 140   | 9     |
| Арсенал (Лондон)         | Премьер-лига     | 2016/17          | 32   | 2    | 7     | 1     | 7         | 1         | 46    | 4     |
| Арсенал (Лондон)         | Премьер-лига     | 2017/18          | 38   | 1    | 4     | 1     | 6         | 1         | 48    | 3     |
| Арсенал (Лондон)         | Премьер-лига     | 2018/19          | 29   | 4    | 2     | 0     | 9         | 0         | 40    | 4     |
| Арсенал (Лондон)         | Премьер-лига     | 2019/20          | 31   | 1    | 6     | 0     | 4         | 0         | 41    | 1     |
| Арсенал (Лондон)         | Премьер-лига     | 2020/21          | 31   | 1    | 4     | 0     | 10        | 0         | 45    | 1     |
| Арсенал (Лондон)         | Премьер-лига     | 2021/22          | 27   | 1    | 3     | 0     | —         | —         | 30    | 1     |
| Арсенал (Лондон)         | Премьер-лига     | 2022/23          | 37   | 7    | 3     | 0     | 7         | 2         | 47    | 9     |
| Арсенал (Лондон)         | Итого            | Итого            | 225  | 17   | 29    | 2     | 43        | 4         | 297   | 23    |
| Байер 04                 | Бундеслига       | 2023/24          | 33   | 3    | 6     | 1     | 11        | 0         | 50    | 4     |
| Байер 04                 | Бундеслига       | 2024/25          | 15   | 2    | 4     | 0     | 6         | 0         | 25    | 2     |
| Байер 04                 | Итого            | Итого            | 48   | 5    | 10    | 1     | 17        | 0         | 75    | 6     |
| Всего за карьеру         | Всего за карьеру | Всего за карьеру | 425  | 30   | 57    | 3     | 97        | 8         | 579   | 41    |

1. ↑  В графу «Кубки» входят игры и голы в национальных кубках, кубках лиги и суперкубках.
2. ↑  В графу «Еврокубки» входят игры и голы в европейских международных клубных турнирах.

### Матчи за сборную
| №  | Дата             | Оппонент             | Счёт         | Голы | Ассистент | Нарушения                     | Минуты | Соревнование                         |
| -- | ---------------- | -------------------- | ------------ | ---- | --------- | ----------------------------- | ------ | ------------------------------------ |
| 1  | 4 июня 2011      | Англия               | 2:2          | —    | —         | —                             | 90'    | Отбор ЧЕ-2012 (группа G)             |
| 2  | 6 сентября 2011  | Болгария             | 3:1          | —    | —         | —                             | 88'    | Отбор ЧЕ-2012 (группа G)             |
| 3  | 7 октября 2011   | Уэльс                | 0:2          | —    | —         | —                             | 81'    | Отбор ЧЕ-2012 (группа G)             |
| 4  | 11 октября 2011  | Черногория           | 2:0          | —    | 1         | —                             | 83'    | Отбор ЧЕ-2012 (группа G)             |
| 5  | 11 ноября 2011   | Нидерланды           | 0:0          | —    | —         | —                             | 86'    | Товарищеский матч                    |
| 6  | 15 ноября 2011   | Люксембург           | 1:0          | Гол  | —         | —                             | 64'    | Товарищеский матч                    |
| 7  | 29 февраля 2012  | Аргентина            | 1:3          | —    | —         | —                             | 90'    | Товарищеский матч                    |
| 8  | 26 мая 2012      | Германия             | 5:3          | —    | —         | —                             | 89'    | Товарищеский матч                    |
| 9  | 30 мая 2012      | Румыния              | 0:1          | —    | —         | —                             | 76'    | Товарищеский матч                    |
| 10 | 15 августа 2012  | Хорватия             | 4:2          | Гол  | —         | —                             | 90'    | Товарищеский матч                    |
| 11 | 7 сентября 2012  | Словения             | 2:0          | Гол  | —         | —                             | 85'    | Отбор ЧМ-2014 (группа Е)             |
| 12 | 11 сентября 2012 | Албания              | 2:0          | —    | —         | —                             | 90'    | Отбор ЧМ-2014 (группа Е)             |
| 13 | 12 октября 2012  | Норвегия             | 1:1          | —    | 1         | —                             | 90'    | Отбор ЧМ-2014 (группа Е)             |
| 14 | 16 октября 2012  | Исландия             | 2:0          | —    | —         | —                             | 90'    | Отбор ЧМ-2014 (группа Е)             |
| 15 | 14 ноября 2012   | Тунис                | 2:1          | —    | —         | Предупреждён                  | 72'    | Товарищеский матч                    |
| 16 | 6 февраля 2013   | Греция               | 0:0          | —    | —         | —                             | 90'    | Товарищеский матч                    |
| 17 | 23 марта 2013    | Кипр                 | 0:0          | —    | —         | —                             | 45'    | Отбор ЧМ-2014 (группа Е)             |
| 18 | 14 августа 2013  | Бразилия             | 1:0          | —    | —         | —                             | 90'    | Товарищеский матч                    |
| 19 | 6 сентября 2013  | Исландия             | 4:4          | —    | 1         | —                             | 76'    | Отбор ЧМ-2014 (группа Е)             |
| 20 | 10 сентября 2013 | Норвегия             | 2:0          | —    | —         | —                             | 90'    | Отбор ЧМ-2014 (группа Е)             |
| 21 | 11 октября 2013  | Албания              | 2:1          | —    | 1         | —                             | 90'    | Отбор ЧМ-2014 (группа Е)             |
| 22 | 15 октября 2013  | Словения             | 1:0          | Гол  | —         | Предупреждён                  | 90'    | Отбор ЧМ-2014 (группа Е)             |
| 23 | 15 ноября 2013   | Республика Корея     | 1:2          | —    | —         | —                             | 90'    | Товарищеский матч                    |
| 24 | 5 марта 2014     | Хорватия             | 2:2          | —    | —         | —                             | 79'    | Товарищеский матч                    |
| 25 | 30 мая 2014      | Ямайка               | 1:0          | —    | —         | Предупреждён                  | 90'    | Товарищеский матч                    |
| 26 | 3 июня 2014      | Перу                 | 2:0          | —    | —         | —                             | 64'    | Товарищеский матч                    |
| 27 | 15 июня 2014     | Эквадор              | 2:1          | —    | —         | —                             | 90'    | Финальная часть ЧМ-2014 (группа Е)   |
| 28 | 20 июня 2014     | Франция              | 2:5          | Гол  | —         | —                             | 90'    | Финальная часть ЧМ-2014 (группа Е)   |
| 29 | 25 июня 2014     | Гондурас             | 3:0          | —    | —         | —                             | 77'    | Финальная часть ЧМ-2014 (группа Е)   |
| 30 | 1 июля 2014      | Аргентина            | 0:1 (доп.вр) | —    | —         | Предупреждён                  | 66'    | Финальная часть ЧМ-2014 (1/8 финала) |
| 31 | 8 сентября 2014  | Англия               | 0:2          | —    | —         | —                             | 74'    | Отбор ЧЕ-2016 (группа Е)             |
| 32 | 9 октября 2014   | Словения             | 0:1          | —    | —         | —                             | 90'    | Отбор ЧЕ-2016 (группа Е)             |
| 33 | 14 октября 2014  | Сан-Марино           | 4:0          | —    | 1         | —                             | 90'    | Отбор ЧЕ-2016 (группа Е)             |
| 34 | 27 марта 2015    | Эстония              | 3:0          | Гол  | —         | Предупреждён                  | 87'    | Отбор ЧЕ-2016 (группа Е)             |
| 35 | 31 марта 2015    | США                  | 1:1          | —    | —         | —                             | 45'    | Товарищеский матч                    |
| 36 | 14 июня 2015     | Литва                | 2:1          | —    | —         | Предупреждён                  | 90'    | Отбор ЧЕ-2016 (группа Е)             |
| 37 | 5 сентября 2015  | Словения             | 3:2          | —    | —         | —                             | 90'    | Отбор ЧЕ-2016 (группа Е)             |
| 38 | 8 сентября 2015  | Англия               | 0:2          | —    | —         | —                             | 90'    | Отбор ЧЕ-2016 (группа Е)             |
| 39 | 12 октября 2015  | Эстония              | 1:0          | —    | —         | —                             | 80'    | Отбор ЧЕ-2016 (группа Е)             |
| 40 | 25 марта 2016    | Ирландия             | 0:1          | —    | —         | Предупреждён                  | 90'    | Товарищеский матч                    |
| 41 | 29 марта 2016    | Босния и Герцеговина | 0:2          | —    | —         | —                             | 90'    | Товарищеский матч                    |
| 42 | 28 мая 2016      | Бельгия              | 1:2          | —    | —         | —                             | 90'    | Товарищеский матч                    |
| 43 | 3 июня 2016      | Молдова              | 2:1          | —    | —         | Предупреждён                  | 70'    | Товарищеский матч                    |
| 44 | 11 июня 2016     | Албания              | 1:0          | —    | —         | —                             | 90'    | Финальная часть ЧЕ-2016 (группа А)   |
| 45 | 15 июня 2016     | Румыния              | 1:1          | —    | —         | Предупреждён                  | 90'    | Финальная часть ЧЕ-2016 (группа А)   |
| 46 | 19 июня 2016     | Франция              | 0:0          | —    | —         | —                             | 90'    | Финальная часть ЧЕ-2016 (группа А)   |
| 47 | 25 июня 2016     | Польша               | 5:6 (пен.)   | —    | —         | —                             | 120'   | Финальная часть ЧЕ-2016 (1/8 финала) |
| 48 | 6 сентября 2016  | Португалия           | 2:0          | —    | —         | Yellow card · Yellow-red card | 90'    | Отбор ЧМ-2018 (группа В)             |
| 49 | 10 октября 2016  | Андорра              | 2:1          | —    | —         | —                             | 90'    | Отбор ЧМ-2018 (группа В)             |
| 50 | 13 ноября 2016   | Фарерские острова    | 2:0          | —    | —         | —                             | 90'    | Отбор ЧМ-2018 (группа В)             |
| 51 | 25 марта 2017    | Латвия               | 1:0          | —    | —         | —                             | 90'    | Отбор ЧМ-2018 (группа В)             |
| 52 | 1 июня 2017      | Беларусь             | 1:0          | —    | —         | Предупреждён                  | 25'    | Товарищеский матч                    |
| 53 | 9 июня 2017      | Фарерские острова    | 2:0          | Гол  | —         | —                             | 90'    | Отбор ЧМ-2018 (группа В)             |
| 54 | 31 августа 2017  | Андорра              | 3:0          | —    | —         | —                             | 66'    | Отбор ЧМ-2018 (группа В)             |
| 55 | 3 сентября 2017  | Латвия               | 3:0          | —    | —         | —                             | 77'    | Отбор ЧМ-2018 (группа В)             |
| 56 | 7 октября 2017   | Венгрия              | 5:2          | Гол  | —         | —                             | 90'    | Отбор ЧМ-2018 (группа В)             |
| 57 | 10 октября 2017  | Португалия           | 0:2          | —    | —         | —                             | 90'    | Отбор ЧМ-2018 (группа В)             |
| 58 | 9 ноября 2017    | Северная Ирландия    | 1:0          | —    | —         | —                             | 90'    | Отбор ЧМ-2018 (стыковые матчи)       |
| 59 | 12 ноября 2017   | Северная Ирландия    | 0:0          | —    | —         | —                             | 90'    | Отбор ЧМ-2018 (стыковые матчи)       |
| 60 | 23 марта 2018    | Греция               | 1:0          | —    | —         | —                             | 90'    | Товарищеский матч                    |
| 61 | 27 марта 2018    | Панама               | 6:0          | Гол  | —         | —                             | 69'    | Товарищеский матч                    |
| 62 | 8 июня 2018      | Япония               | 2:0          | —    | —         | —                             | 90'    | Товарищеский матч                    |
| 63 | 17 июня 2018     | Бразилия             | 1:1          | —    | —         | —                             | 90'    | Финальная часть ЧМ-2018 (группа Е)   |
| 64 | 22 июня 2018     | Сербия               | 2:1          | Гол  | —         | —                             | 90'    | Финальная часть ЧМ-2018 (группа Е)   |
| 65 | 27 июня 2018     | Коста-Рика           | 2:2          | —    | —         | —                             | 90'    | Финальная часть ЧМ-2018 (группа Е)   |
| 66 | 3 июля 2018      | Швеция               | 0:1          | —    | —         | Предупреждён                  | 90'    | Финальная часть ЧМ-2018 (1/8 финала) |
| 67 | 8 сентября 2018  | Исландия             | 6:0          | —    | —         | Предупреждён                  | 90'    | Лига Наций (А)                       |
| 68 | 11 августа 2018  | Англия               | 0:1          | —    | —         | —                             | 90'    | Товарищеский матч                    |
| 69 | 12 октября 2018  | Бельгия              | 1:2          | —    | —         | —                             | 90'    | Лига Наций (А)                       |
| 70 | 15 октября 2018  | Исландия             | 2:1          | —    | 1         | —                             | 90'    | Лига Наций (А)                       |
| 71 | 14 ноября 2018   | Катар                | 0:1          | —    | —         | —                             | 90'    | Товарищеский матч                    |

Итого: сыграно матчей: 71 / забито голов: 10; победы: 40, ничьи: 13, поражения: 18.